# 奧利佛·哈台
奧利佛·哈台（英語：Oliver Hardy；1892年1月18日—1957年8月7日）是一位美國喜劇演員，是勞萊與哈台的成員，這對組合表演始於無聲電影時代，從1926年持續到1957年。他與喜劇搭檔史丹·勞萊一起出演過107部短片、故事片和客串角色。1914 年，他演出第一部電影是《智取老爸》。

## 外部連結
- 奧利佛·哈台在互联网电影资料库（IMDb）上的資料（英文）
- TCM电影资料库上奧利佛·哈台的资料（英文）